# Backhaus (Recht)

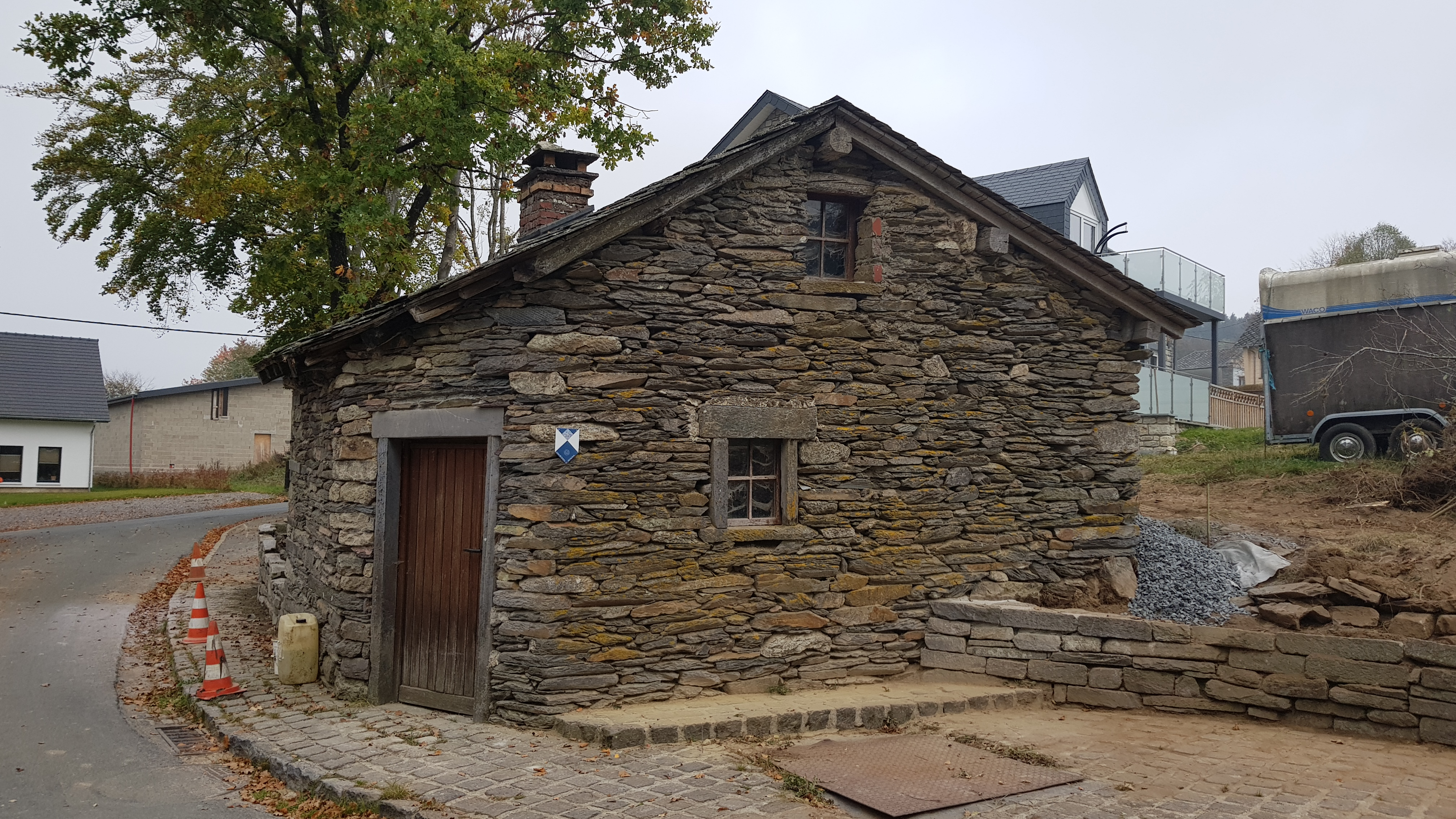
Backhaus in Recht

Das Backhaus in Recht, einem Ortsteil der belgischen Stadtgemeinde Sankt Vith in der Provinz Lüttich, wurde um 1840 errichtet. Das Backhaus ist seit 1994 ein geschütztes Kulturdenkmal.
Das Gemeinschaftsbackhaus wurde vermutlich von den Tiroler Steinmetzfamilien Zangerle, Starck, Graf und Meyer erbaut, die sich zwischen 1725 und 1735 in Recht niederließen und den Abbau von Schiefer im großen Stil entwickelten. In der Nähe des Backhauses errichteten sie ihre Häuser.
Am Backhaus sind die Schieferschichten gut erkennbar. Dies ist ein Hinweis darauf, dass der Stein aus den oberen Schichten des Stollens kommt, da der Stein aus den tieferen Schichten wesentlich kompakter ist.
Bei Arbeiten in der Nähe des Backhauses wurde an der Südseite ein tiefer Brunnen mit Schiefersteinfassung entdeckt.